# Беговац
Беговац је насељено мјесто у Лици. Налази се у саставу општине Саборско, у Карловачкој жупанији, Република Хрватска.

## Географија
Беговац је удаљен око 8 км сјеверозападно од Саборског.

## Историја
До територијалне реорганизације у Хрватској налазио се у саставу бивше велике општине Огулин. Беговац се од распада Југославије до августа 1995. године налазио у Републици Српској Крајини.

## Становништво
Према попису становништва из 2011. године, насеље Беговац је имало 16 становника.
| Националност       | 2001.       | 1991.        | 1981.        | 1971.        | 1961.        |
| Срби               | 21 (84,00%) | 173 (99,42%) | 178 (96,21%) | 206 (94,49%) | 254 (99,21%) |
| Хрвати             | 0           | 0            | 1 (0,54%)    | 0            | 1 (0,39%)    |
| Југословени        | 0           | 0            | 5 (2,70%)    | 9 (4,12%)    | 0            |
| остали и непознато | 4 (16,00%)  | 1 (0,57%)    | 1 (0,54%)    | 3 (1,37%)    | 1 (0,39%)    |
| Укупно             | 25          | 174          | 185          | 218          | 256          |

| Националност   | 2001. | 1991. | 1981. | 1971. | 1961. | 1953. | 1948. | 1931. | 1921. | 1910. | 1900. | 1890. | 1880. | 1869. | 1857. |
| бр. становника | 25    | 174   | 185   | 218   | 256   | 281   | 296   | 310   | 234   | 238   | 296   | 300   | 259   | 254   | 167   |

- напомене:

До 1991. исказивано под именом Беговац Плашчански